# Danny Ceballos
Bertha Ceballos Paccini (n. Barrancabermeja, Santander; 24 de agosto de 1974) es una cantante colombiana, conocida artísticamente como Danny Ceballos más conocida por ser la vocalista actual del grupo musical Las musas del vallenato, fundado y representado por su hermana mayor, la cantante y acordeonista Chela Ceballos.

## Biografía
Es la tercera de cuatro hermanos. Hermana de Chela e hija de Bertha Paccini Hernández y Ramiro Ceballos Téllez. A los 10 años participaba como vocalista en los festivales vallenatos de la región acompañando a su hermano Ramiro Ceballos.

## Carrera profesional
A los 13 años es llamada por su hermana Chela a formar parte de Las Musas del Vallenato para que tocara la caja vallenata.
Luego a los 15 años, a falta de una niña en la guacharaca, Danny es cambiada de lugar y pasa a la Guacharaca, y comienza a formar parte del frente de Las musas del vallenato.
Luego de la salida de Patricia Teherán de Las musas del vallenato con una de sus cantantes, Danny es llamada entonces a formar parte de las musas para que acompañara a Anita Puello en el canto.
A los 21 años pasó a ser la voz líder de las musas y graba su primer disco como cantautora con un tema de su autoría titulado Declaración de amor que dio título a la quinta producción de Las Musas con el cual se dio a conocer a nivel internacional. 
Declaración de amor se dispara en ventas y llegó a ser la canción del año. Con este tema Danny da un salto al estrellato al lado de las musas pues el tema se coloca en primer lugar en todos los niveles de la música vallenata tanto nacional como internacional. 
Danny, recibe el premio Mara de Oro de Venezuela, Su carrera continúa y se desprende otro éxito de ese mismo CD como lo es Cambia o me pierdes y Entre dos Amores de la autoría de su hermana Chela. Danny y las musas recorren países como Aruba, Venezuela, Ecuador, Estados Unidos, Perú, México y Colombia cosechando muchos éxitos.
Las musas son galardonadas en Estados Unidos como agrupación revelación en el Central Park de Nueva York en la celebración de la independencia de Colombia. Posteriormente Danny graba la sexta producción con Las musas titulada Vuelve conmigo, canción que se transforma en un éxito. 
La séptima producción con un tema de Tico Mercado titulado La última vez.
Danny se gradúa de Ingeniero Industrial y combina su profesión con su trabajo musical.
Danny graba la octava producción, que es titulada entonces Corazón de piedra, se muestra la diversidad de la voz de Danny, su madurez musical y personal, con este tema vuelven nuevamente a México invitadas por el canal de Televisión Azteca de Monterrey en una gira de 5 días en los cuales los medios de comunicación y programas televisivos se abalanzan sobre Las musas para así descubrir que muchas de sus canciones cantadas por Danny son coreadas por este bello público, canciones como Triste y sola, De mujer a mujer, Declaración de amor, Amante perfecta, Cambia o me pierdes, Qué tiene ella que no tenga yo entre otras son del gusto de los mexicanos y fueron sonando muy bien en las emisoras de ese país.

## Discografía

### Como cantante
- Incomparables
- Corazón de piedra
- Tocando Corazones
- Vuelve conmigo
- Declaración de amor

### Como instrumentista
- Encantadoras
- Explosivas y sexis
- Guerreras del amor
- Con alma de mujer[2]

### Como compositora
- Declaración de amor
- Vuelve conmigo
- No volverá